# Крістіан Кінтеро
Крістіан Кінтеро (14 жовтня 1992) — венесуельський плавець.
Учасник Олімпійських Ігор 2012, 2016 років.